# Лёдемель, Астрид
Астрид Лёдемель (норв. Astrid Lødemel; род. 9 декабря 1971, Осло) — норвежская горнолыжница, успешно выступавшая в скоростном спуске, супергиганте и гигантском слаломе. Представляла сборную Норвегии по горнолыжному спорту в первой половине 1990-х годов, серебряная и бронзовая призёрка чемпионата мира, призёрка этапов Кубка мира, участница зимних Олимпийских игр в Альбервиле.

## Биография
Астрид Лёдемель родилась 9 декабря 1971 года в Осло. Проходила подготовку в коммуне Восс в местном одноимённом лыжном клубе Voss IL.
В 1990 году вошла в состав норвежской национальной сборной и выступила на чемпионате мира среди юниоров в Швейцарии, где заняла 21 место в скоростном спуске и 26 место в гигантском слаломе. Год спустя уже соревновалась на взрослом уровне, дебютировала в Кубке мира.
Благодаря череде удачных выступлений удостоилась права защищать честь страны на зимних Олимпийских играх 1992 года в Альбервиле — показала здесь пятнадцатый результат в программе скоростного спуска, в гигантском слаломе и супергиганте сошла с дистанции, тогда как в итоговом протоколе комбинации расположилась на 22 строке.
После альбервильской Олимпиады Лёдемель осталась в основном составе горнолыжной команды Норвегии и продолжила принимать участие в крупнейших международных соревнованиях. Так, в 1993 году она побывала на мировом первенстве в Мориоке, откуда привезла награды серебряного и бронзового достоинства, выигранные в скоростном спуске и супергиганте соответственно.
Впоследствии оставалась действующей спортсменкой вплоть до 1995 года. В течение своей спортивной карьеры Астрид Лёдемель в общей сложности 14 раз попадала в десятку сильнейших на различных этапах Кубка мира, в том числе на двух этапах поднялась на подиум: имеет в послужном списке серебряную и бронзовую медали. Наивысшая позиция в итоговом зачёте супергиганта — 11 место, скоростного спуска — 13 место.